# 前燕灭冉魏之战
前燕灭冉魏之战是發生在352年冉魏與前燕之間的一场冲突，这场战争最終导致冉魏滅亡。

## 背景
公元350年，冉闵建立冉魏，漢人政權再次控制華北。由於冉闵迫害胡人，结果除鲜卑部落外，成千上万的胡人被杀。前燕辅国将军慕容恪等攻占中山。公元352年，慕容鲜卑入侵了冉魏。

## 战争
永兴三年（352年）正月，冉闵攻取后赵襄国（今河北邢台）。三月，求食于常山郡（郡治真定，今河北正定南）、中山郡（郡治卢奴，今河北定州市）各郡，想要攻打幽州（治蓟县，今北京西南）。前燕占领后赵幽州后，继续南进以图占据中原。
四月，冉魏与前燕大战，大将军董闰、车骑将军张温建议，鲜卑乘胜，彼众我寡，应该暂避锋芒，待其骄纵，然后进击可胜。冉闵不納。移军于安喜（今河北定州东南）。慕容恪引兵而至。冉闵引军向常山，慕容恪军追至廉台（今河北无极东北），两军交战十次，燕兵全败。冉魏最初戰場告捷，冉闵有勇名，所部将士精锐，燕军恐惧。慕容恪于阵前激励将士，指出冉闵有勇无谋，其军饥疲难用，定可击破。冉闵所部多步卒，欲引燕兵至丛林作战。慕容恪采纳参軍高开的建议，派轻骑截击，然后诈败诱敌至平地，并把燕军分为三部，亲率主力加强中军，选善射者五千人，以铁锁连战马结方阵于前，另两部各在一侧配合主力进击。冉闵轻敌，直突敌军中部铁马方阵，燕軍侧翼部队即从两面攻打。魏军遭到前燕军的伏击，前燕的鲜卑重型骑兵殺向冉魏步兵，斩杀七千人。雖然冉闵突围东逃，本人親手杀死了一百多名前燕士兵，冉闵坐骑忽死，最終仍舊被捕。当冉闵被前燕皇帝问及为什么要篡夺后赵江山时，冉闵回答：“像你这样的蠻夷都可以當皇帝，我一個華夏人憑什麼不可以！”前燕皇帝很生气，認為冉闵是在侮辱自己，并下令將其处决。
燕军进屯常山。慕容恪廉台获胜后，燕王适时派辅弼将军慕容评、中尉侯龛率军一万进攻魏都邺城（今河北临漳西南），大将军蒋干一面致书前，表示投降，又派人向东晋求救，五月，燕王派广威将军慕容軍等率步二万增援慕容评攻邺城。六月，东晋壮士一百余人邺城助守，蒋幹率军五千及晉兵出城迎战，被慕容评击败，战死四千人，其余退回城中。八月，长水校尉马愿等出降。燕军克邺，蒋幹等弃城而逃，冉魏滅亡。

## 后果
随着冉魏滅亡，前燕控制了华北的大部分地区，直到刘宋時期漢人才恢复了對当地的统治。

## 资料来源
- Li, Bo; Zheng Yin (Chinese) (2001) 5000 years of Chinese history, Inner Mongolian People's publishing corp, ISBN 7-204-04420-7,